# Schmerzhafte Mutter (Torgau)

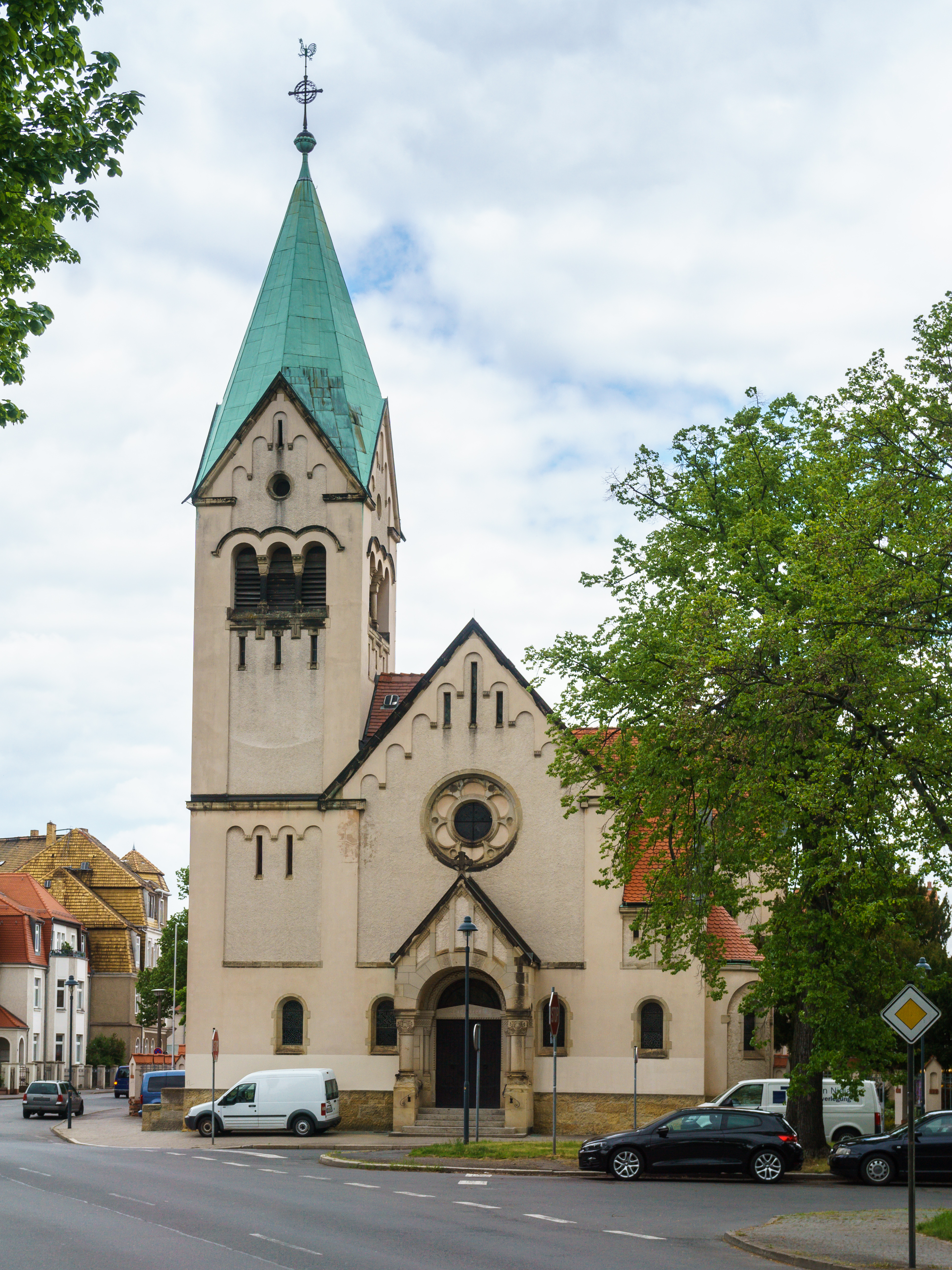
Kirche (2019)

Schmerzhafte Mutter ist die römisch-katholische Kirche in Torgau, dem Verwaltungssitz des Landkreises Nordsachsen in Sachsen. Das nach der Mater Dolorosa (lateinisch für „schmerzensreiche Mutter“) benannte Kirchengebäude ist Sitz einer gleichnamigen Pfarrei in der Pastoralregion Elbe-Elster des Bistums Magdeburg. Das Kirchengebäude steht als Kulturdenkmal unter der Erfassungsnummer 09286713 unter Denkmalschutz.

## Geschichte
Im Bistum Meißen, zu dem Torgau damals gehörte, wurde im 16. Jahrhundert die Reformation eingeführt, wodurch die Bevölkerung und die Kirchen von Torgau evangelisch-lutherisch wurden. 1522 wurde das Franziskaner-Kloster geplündert, 1523 nahm der Stadtrat die Reformation an, 1525 wurden in Torgau reformatorische Gottesdienste durchgeführt, und 1529 nahmen Martin Luther und Justus Jonas der Ältere in Torgau eine Visitation vor.
Nachdem sich vom 17. Jahrhundert an wieder einzelne Katholiken in Torgau niedergelassen hatten, und auch durch das in Torgau stationierte Militär weitere Katholiken nach Torgau gekommen waren, wurden durch Geistliche aus Berlin und Magdeburg gelegentlich in Torgau katholische Gottesdienste gehalten. Sie fanden anfangs in der Torgauer Schlosskapelle, später in der Marienkirche statt.
1850 wurde Karl Mellmann als erster ortsansässiger Priester für Torgau ernannt, und 1851 folgten die Gründung der Missionsgemeinde Torgau und einer katholischen Schule. Von 1851 an wurden in Torgau auch katholische Kirchenbücher geführt. Zunächst hielt Mellmann seine Gottesdienste in der Schlosskapelle, bis schon nach wenigen Wochen ein angemieteter Raum in der Bäckerstraße als katholische Kapelle eingerichtet worden war.

Vorgängerkapelle von 1854 (mit Dachreiter)

Nachdem 1853 der Kapellenraum der Missionsgemeinde gekündigt wurde, folgte noch im gleichen Jahr der Ankauf des in der Feldstraße gelegenen Gasthofes Zum goldenen Löwen, der fortan als Missionshaus diente. Im Erdgeschoss wurde ein Raum vergrößert und zu einer Kapelle ausgebaut, die 1854 durch Franz Drepper, den Bischof des Bistums Paderborn, zu dem Torgau damals gehörte, geweiht wurde und das Patrozinium Unserer Lieben Frau vom Siege bekam.
1858 erfolgte die Erhebung der Missionsgemeinde zur Pfarrei. Nachdem die Zahl der Katholiken im Raum Torgau weiter angestiegen war, wurden aus der Pfarrei Torgau die Filialgemeinden Annaburg, Belgern, Dommitzsch, Liebenwerda und Schildau ausgegliedert.

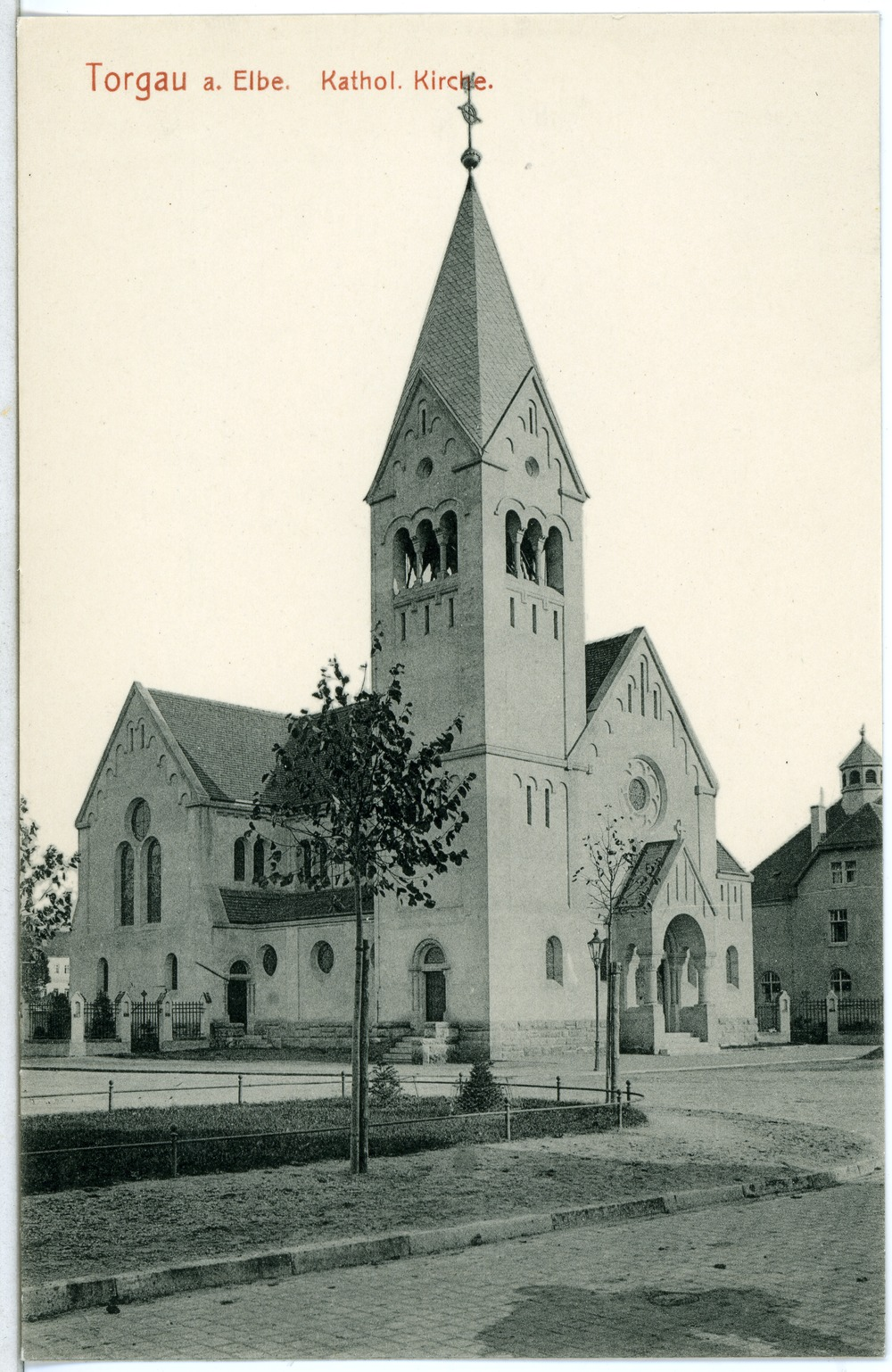
Heutige Kirche (1910)

Am 21. April 1906 brannte das Torgauer Missionshaus ab, es wurde nicht wieder aufgebaut. Stattdessen wurden am heutigen Karl-Marx-Platz ein neues Pfarrhaus, eine Kommunikantenanstalt und die heutige Kirche erbaut. Bereits am 30. September 1907 wurden das Pfarrhaus und die Kommunikantenanstalt bezogen. Am 12. März 1908 begann der Bau der Kirche, in der am 1. Weihnachtsfeiertag 1908 die erste Heilige Messe gefeiert wurde. Nach der Fertigstellung der Kirche nahm Bischof Wilhelm Schneider am 17. Mai 1909 die Kirchweihe vor.
Das Preußenkonkordat vom 14. April 1929, durch die Bulle Pastoralis officii nostri vom 13. August 1930 in Vollzug gesetzt, errichtete die Mitteldeutsche Kirchenprovinz. Das Bistum Paderborn stieg dadurch zum Erzbistum und zum Metropolitansitz der mitteldeutschen Kirchenprovinz mit den Diözesen Paderborn, Fulda und Hildesheim auf. Zugleich kam der vom Geistlichen Gericht Erfurt abgetrennte Regierungsbezirk Merseburg mit dem Dekanat Wittenberg, zu dem Torgau damals gehörte, an das nunmehrige Erzbischöfliche Kommissariat Magdeburg. In der Zeit des Nationalsozialismus musste die katholische Schule 1937 geschlossen werden.
Im Zuge der Flucht und Vertreibung Deutscher aus Mittel- und Osteuropa nach dem Zweiten Weltkrieg hatte sich im Erzbischöflichen Kommissariat Magdeburg die Zahl der Katholiken so stark erhöht, dass mit Wirkung vom 1. Januar 1948 aus einem Teil des Dekanats Wittenberg das Dekanat Torgau gebildet wurde, dem die Pfarreien Eilenburg, Lauchhammer-Mitte, Liebenwerda und Torgau mit ihren Filialgemeinden zugeordnet wurden.
Zum 1. März 2006 wurde der Gemeindeverbund Torgau – Belgern – Dommitzsch – Schildau errichtet. Damals gehörten zur Pfarrei Torgau rund 1300 Katholiken. Aus dem Gemeindeverbund entstand 2010 die heutige Pfarrei Torgau, zu der neben der Kirche Schmerzhafte Mutter in Torgau auch die Kapelle Mariä Himmelfahrt in Dommitzsch gehört. Auch Arzberg sowie die evangelische Kirche von Mockrehna sind Gottesdienstorte der Pfarrei Torgau, die Kapellen in Belgern und Schildau wurden inzwischen aufgegeben. Im Zuge der Auflösung der Dekanatsstrukturen im Bistum Magdeburg am 31. August 2023 wurde auch das Dekanat Torgau aufgelöst.

## Lage, Architektur und Ausstattung
Die Kirche steht auf dem Grundstück Karl-Marx-Platz 1, an der Ecke zur Spitalstraße, rund 70 Meter von der Bundesstraße 87 entfernt.
Der Architekt Clemens Lohmer aus Leipzig entwarf die geostete Kirche im Baustil der Neuromanik. Die Basilika hat die Grundform eines Lateinischen Kreuzes und ist als Putzbau auf Bruchsteinsockel ausgeführt. Der 35 Meter hohe Kirchturm steht an der Nordwestecke der Kirche, er wird von einem Rheinischen Helm abgeschlossen. Im Turm hängen drei Bronzeglocken.
Die drei Rundbogenfenster im Chor zeigen von links die Darstellung des Herrn, die Kreuzigungsgruppe und die Krönung Mariens. Der originale Hochaltar ist noch erhalten, ihm wurde in der DDR ein schlichter moderner Volksaltar vorgelagert, der durch den heutigen Altar ersetzt wurde, der im Zentrum der Kirche unter einem Radleuchter steht.
Links und rechts vom Chor sind in Wandnischen Darstellungen des heiligen Georg im Kampf mit dem Drachen und eine Pietà zu sehen, vor der Opferkerzen aufgestellt werden können. An den Vierungspfeilern sind vier Holzstatuen angebracht, die noch aus der abgebrannten Vorgängerkirche stammen und die Evangelisten darstellen. Die Statuen der beiden Heiligen Matthäus und Markus befinden sich noch im Originalzustand, während die beiden Statuen der Heiligen Johannes und Lukas restauriert wurden. Die Kreuzwegstationen wurden aus Sandstein angefertigt und sind in den beiden Seitenschiffen platziert.
Die Orgel wurde 1978 vom Hermann Eule Orgelbau Bautzen als Opus 476 hergestellt. Das Schleifladen-Instrument hat 18 Register auf zwei Manualwerken.